# Chiesa di San Michele Arcangelo (San Michele all'Adige)
La chiesa di San Michele Arcangelo è la parrocchiale patronale e chiesa conventuale di San Michele all'Adige in Trentino. Rientra nella zona pastorale di Mezzolombardo dell'arcidiocesi di Trento e risale al XII secolo.

## Storia

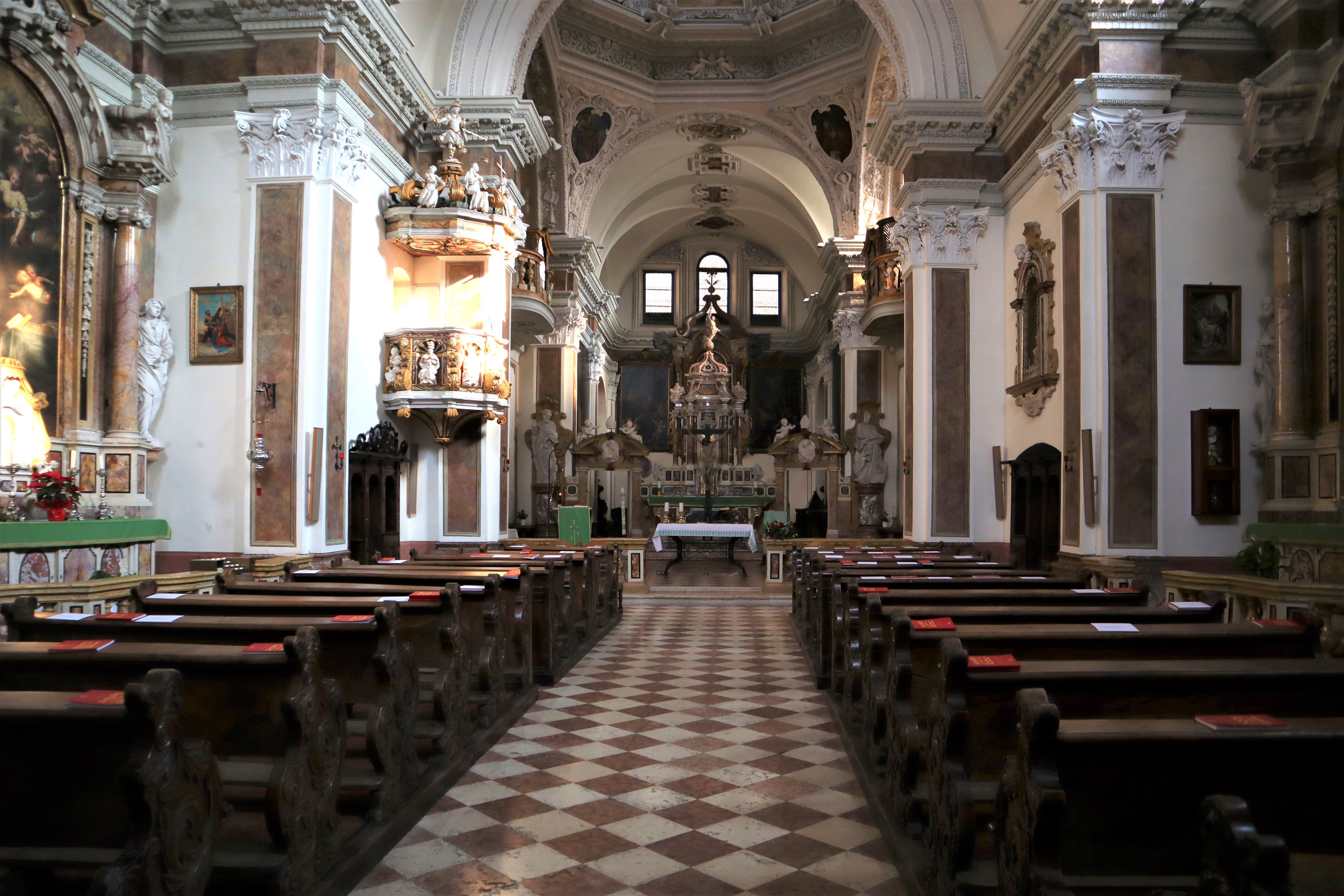
Navata con presbiterio.

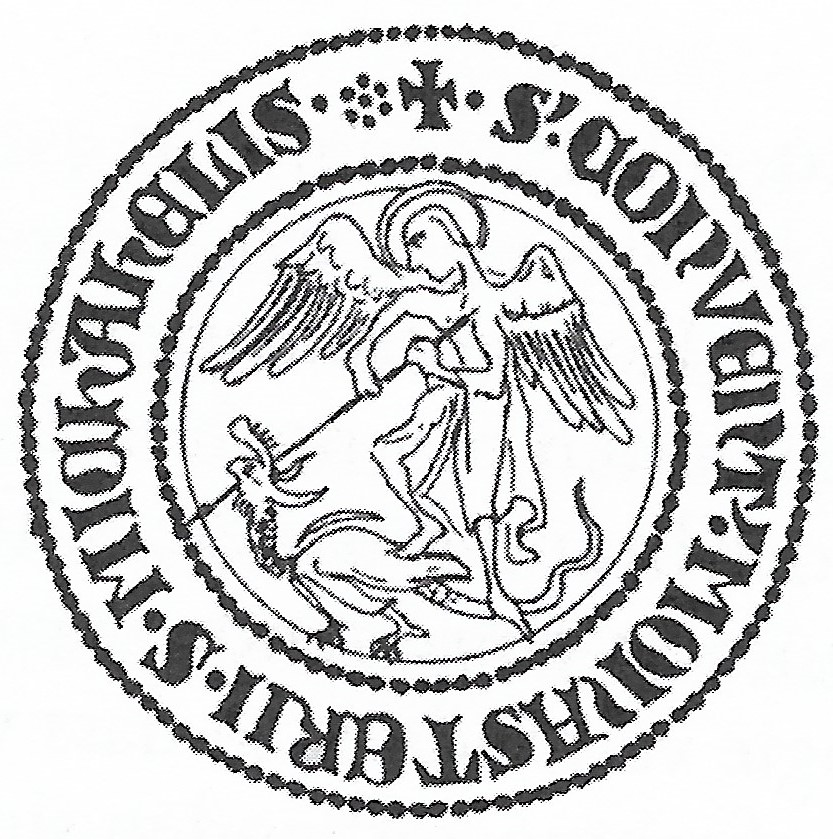
Il sigillo del convento (1394)

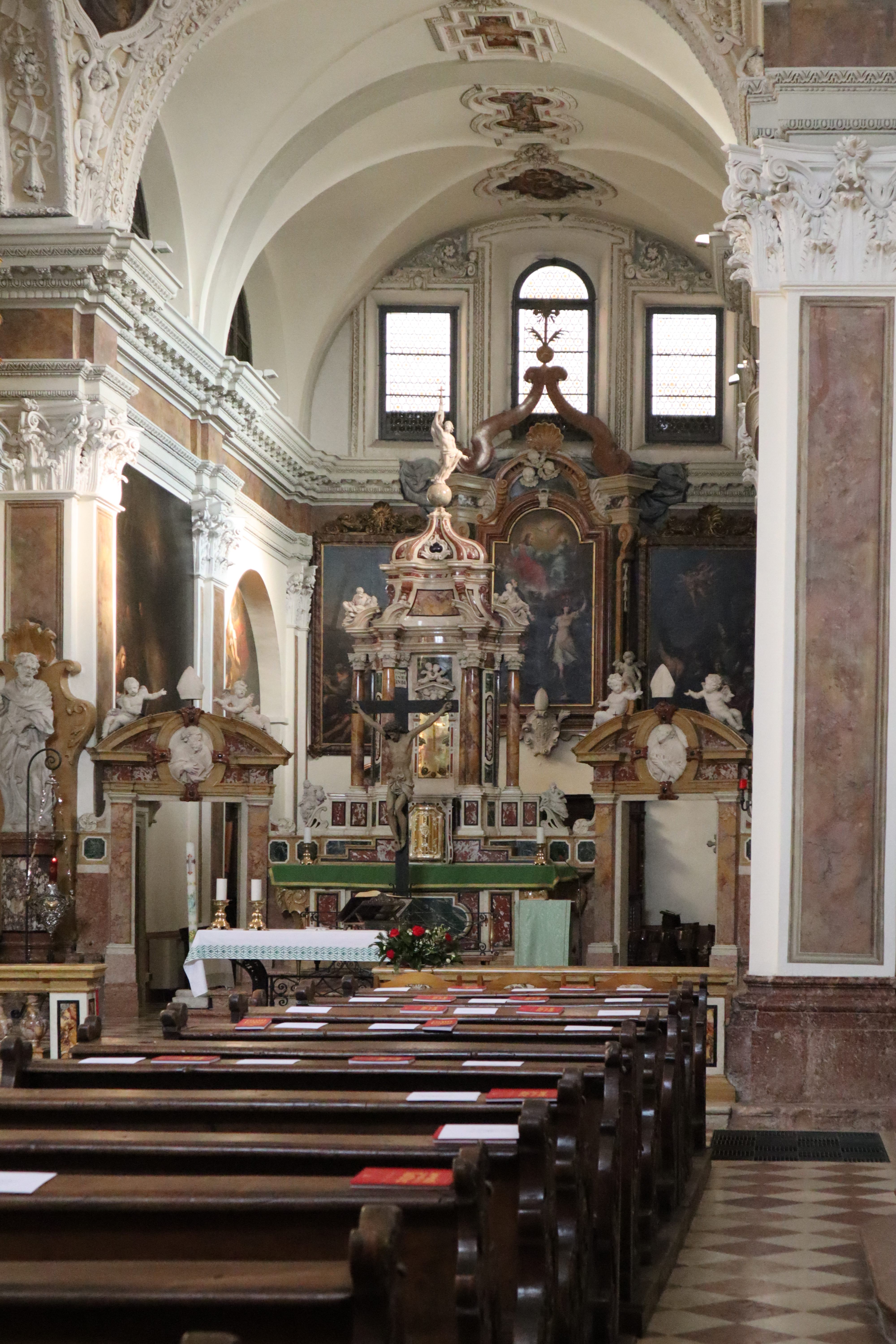
Presbiterio dopo l'adeguamento liturgico

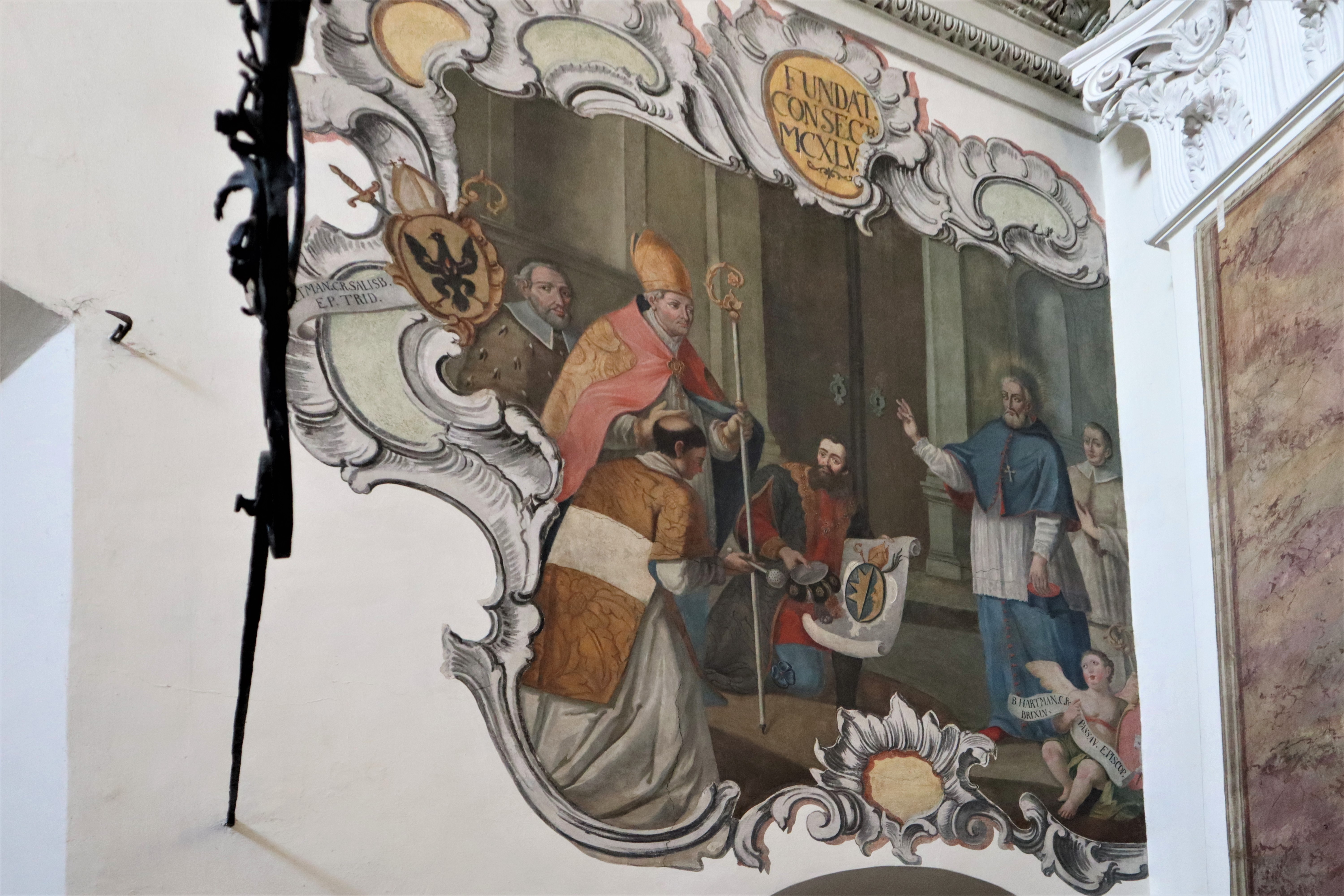
Affresco nella sala che ricorda fondazione e consacrazione.

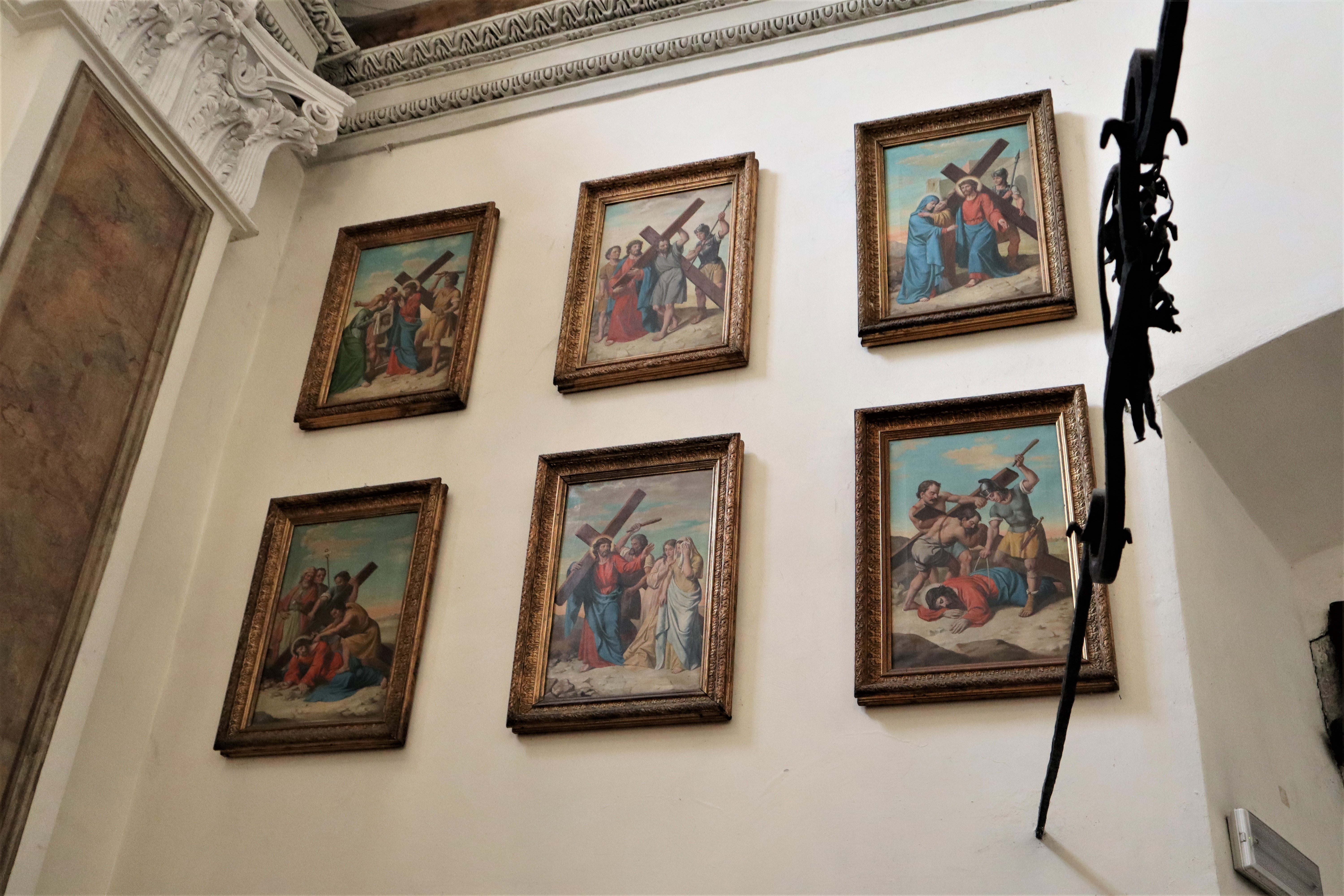
Parte della Via Crucis

Le origini della chiesa e del monastero dedicati all'Arcangelo Michele sono del 1144-45 quando Altemanno, vescovo di Trento, e i conti di Appiano condivisero la volontà che questo luogo sacro venisse fondato.
Nel 1145 ebbe luogo la consacrazione della chiesa, officiata dal vescovo Altemanno. In quell'occasione la dedica fu a Nostro Signore Gesù Cristo, a Maria Santissima e a San Michele Arcangelo.
I canonici dell'ordine agostiniano che ebbero in gestione il luogo provenivano in larga parte dall'abbazia di Novacella e controllarono un vasto territorio nella valle dell'Adige, anche se l'abbazia sembrava essere una fondazione dell'abbazia di Suben in Austria Superiore. Un gravissimo incendio distrusse il complesso nel 1267. Per la sua riedificazione fu necessario reperire fondi che i monaci trovarono vendendo i loro possedimenti a Fai della Paganella.
Il sigillo del convento, attestato nel XIV secolo, mostra San Michele intento a trafiggere il drago con la lancia. Esso è circondato dall'iscrizione, in lettere maiuscole onciali recante il testoː + S(igillum) CONVENT(us) MONASTERII S(ancti) MICHAHELIS.
Le prime fasi della ricostruzione si possono individuare solo molto tempo dopo, quando Antonio Quetta, prevosto di San Michele, ottenne dall'arciduca d'Austria il dominio temporale sul complesso. Si iniziò con la costruzione di un'ala del monastero e con l'edificazione della chiesa.
Attorno al 1683 l'edificio sacro era quasi ultimato, e si stavano decorando gli interni a stucco. La consacrazione della chiesa ricostruita avvenne nel 1698.
Il convento fu secolarizzato nel 1807, quando morì l'ultimo prevosto, Gregor Tasser, originario di San Giovanni in Val Aurina e fu interessato dalle soppressioni napoleoniche.
Tra il 1822 e il 1884 lo storico archivio capitolare prima venne trasferito dagli austriaci a Trento e poi a Innsbruck. Intanto l'antico luogo di sepoltura dei canonici, situato sotto il presbiterio, venne parzialmente murato per problemi di statica e l'intera proprietà del monastero e dei terreni ad esso legati, messi all'asta, vennero acquisiti dal governo regionale con sede a Innsbruck per costruirvi la sede del nuovo e importante Istituto agrario di San Michele all'Adige, che fu ufficialmente inaugurato nel 1874.
Attorno alla fine del XIX secolo fu necessario intervenire per restaurare l'edificio della chiesa che versava in cattive condizioni e venne ricostruita anche la grande scalinata di accesso. Dopo l'installazione del nuovo organo a canne e la creazione della Via Crucis la chiesa venne benedetta nel 1905.

### Adeguamento liturgico
Attorno al 1968 è stato realizzato l'adeguamento liturgico che ha comportato poche modifiche all'esistente. Le balaustre e l'altare maggiore storico sono stati mantenuti e la custodia eucaristica resta nel tabernacolo originale. Il nuovo altare postconciliare è stato posto nel presbiterio in posizione avanzata.

## Descrizione

### Esterni
La monumentale chiesa si trova in posizione elevata sull'abitato di San Michele all'Adige e mostra il tradizionale orientamento verso est. La struttura è posta tra le due parti dello storico convento agostiniano, che fu colpito dalle soppressioni napoleoniche nel 1807 e poi dall'intervento del governo austriaco che ne incamerò i beni.
La grande facciata a capanna in stile neoclassico con due spioventi e frontone triangolare superiore è caratterizzata dal portale imponente, architravato e incorniciato da colonne che reggono il coronamento barocco con statua. Sei leseme ripartiscono in cinque settori verticali l'intera facciata. In quello centrale, oltre al portale, vi è nella metà superiore la serliana che porta luce alla sala. Nei settori laterali vi sono quattro grandi nicchie con statue. Il sagrato, al quale si accede attraverso una scalinata, è sorretto da una parete in porfido. Le torri campanarie si alzano dal corpo della chiesa, in posizione arretrata e centrale ed emergono di poco dalla copertura.

### Interni
La navata interna è unica divisa in tre campate ed ampliata da cappelle laterali. Il presbiterio è leggermente rialzato e dopo di questo si trova lo storico coro dei monaci.